# Kanton Saint-Étienne-les-Orgues
Der Kanton Saint-Étienne-les-Orgues war bis 2015 ein französischer Wahlkreis im Arrondissement Forcalquier, im Département Alpes-de-Haute-Provence und in der Region Provence-Alpes-Côte d’Azur. Er umfasste acht Gemeinden mit Saint-Étienne-les-Orgues als Hauptort (frz.: chef-lieu). Die landesweiten Änderungen in der Zusammensetzung der Kantone brachten im März 2015 seine Auflösung. Sein letzter Vertreter im conseil général des Départements war von 2001 bis 2015 Félix Moroso.

## Gemeinden
| Gemeinde                 | Einwohner (Stand: 2022) | Code postal | Code Insee |
| ------------------------ | ----------------------- | ----------- | ---------- |
| Cruis                    | 646                     | 04230       | 04065      |
| Fontienne                | 131                     | 04230       | 04087      |
| Lardiers                 | 139                     | 04230       | 04101      |
| Mallefougasse-Augès      | 325                     | 04230       | 04109      |
| Montlaux                 | 211                     | 04230       | 04130      |
| Ongles                   | 359                     | 04230       | 04141      |
| Revest-Saint-Martin      | 82                      | 04230       | 04164      |
| Saint-Étienne-les-Orgues | 1297                    | 04230       | 04178      |